# Ahmed Trimech
Pour les articles homonymes, voir Trimech.
Ahmed Trimech, né le 1er juin 1987 à Monastir, est un basketteur tunisien.
En décembre 2014, il prend la cinquième place de la 29e édition de la coupe d'Afrique des clubs champions avec l'Union sportive monastirienne, après avoir perdu les quarts de finale (57-74) contre le Sporting Club d'Alexandrie et remporté le match pour la cinquième place (86-78) face au Primeiro de Agosto à Tunis.

## Carrière
- 2009-2017 : Union sportive monastirienne (Tunisie)
- 2017-2018 : Dalia sportive de Grombalia (Tunisie)
- 2018-2019 : Union sportive monastirienne (Tunisie)
- 2019-2020 : Étoile sportive de Radès (Tunisie)
- 2020-2021 : Stade nabeulien (Tunisie)
- 2021-2022 : Étoile sportive de Radès (Tunisie)
- 2022-2023 : Étoile sportive du Sahel (Tunisie)
- 2023 : Al Madina Sporting Club (Libye)
- 2024 : Dalia sportive de Grombalia (Tunisie)
- depuis 2024 : Étoile sportive du Sahel (Tunisie)

## Palmarès
- Champion de Tunisie : 2019
- Championnat maghrébin des clubs : 2012